# Stob Binnein

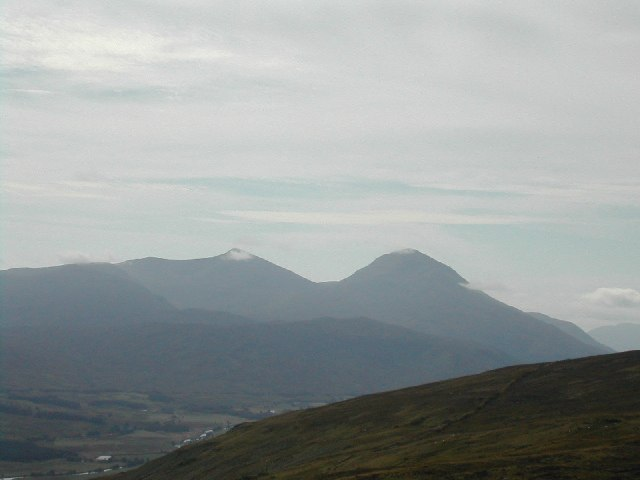
Der Ben More (rechts) und der Stob Binnein (links)

Der Stob Binnein ist ein 1165 Meter hoher Berg in Schottland. Sein Name bedeutet auf Gälisch Kegeliger Gipfel. Er liegt in den südlichen Highlands südöstlich der Ortschaft Crianlarich oberhalb von Glen Dochart in der Council Area Stirling und  zählt zu den Munros. Auf der Liste der höchsten schottischen Berge nimmt er Platz 18 ein.

## Beschreibung
Im Vergleich mit dem benachbarten, lediglich durch den etwa 300 Meter tiefer liegenden Sattel Bealach Eadar da-Bheinn getrennten, als mächtige grasige Pyramide über dem Glen Dochart aufragenden Ben More gilt der Stob Binnein mit seinen etwas sanfteren Grashängen als der schönere Berg.

## Aufstieg
Viele Bergsteiger kombinieren die Tour mit der Besteigung des Ben More, von der Farm Benmore im Glen Dochart beträgt die Aufstiegszeit etwa sechs Stunden. Ein weiterer Anstieg führt von Süden über den etwas südöstlich des Stob Binnein liegenden, 1068 m hohen Vorgipfel des Stob Coire an Lochain auf den Stob Binnein und beginnt in der kleinen Ansiedlung Inverlochlarig westlich von Balquhidder. Der Gipfel des Stob Binnein bietet aufgrund seiner Lage eine gute Aussicht nach Westen bis zum Ben Lui und über die südlichen Highlands bis zum Ben Lawers.